# Kiến Argentina
Kiến Argentina, tên khoa học Linepithema humile, là một loài kiến bản địa Argentina, Uruguay, Paraguay. Nó là loài xâm lấn ở nhiều khu vực có khí hậu Địa Trung Hải trên thế giới như ở Nam Phi, New Zealand, Nhật Bản, đảo Phục Sinh, Australia, Hawaii, châu Âu, và Hoa Kỳ, loài kiến này giết chết các loài kiến bản địa khác và phát triển lan rộng.

## Đặc điểm
Kiến Argentina vốn khác ở chỗ chúng không tấn công nhau khi không cùng tổ như các loài kiến khác, trong một tổ có thể thấy có nhiều kiến chúa mà các loài kiến khác không có và có thể nói đây là cách chúng thành công trong việc xâm lấn chỗ ở của các côn trùng bản địa

## Hình ảnh

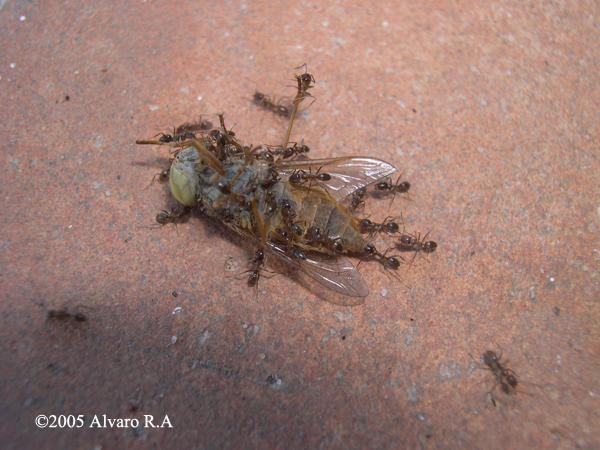
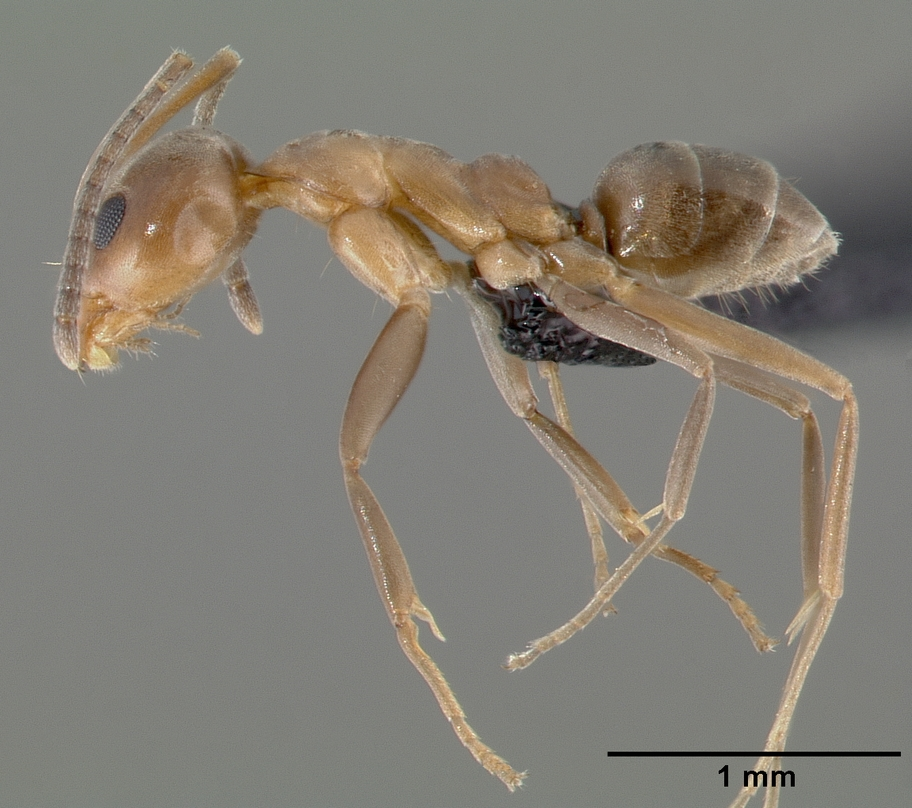
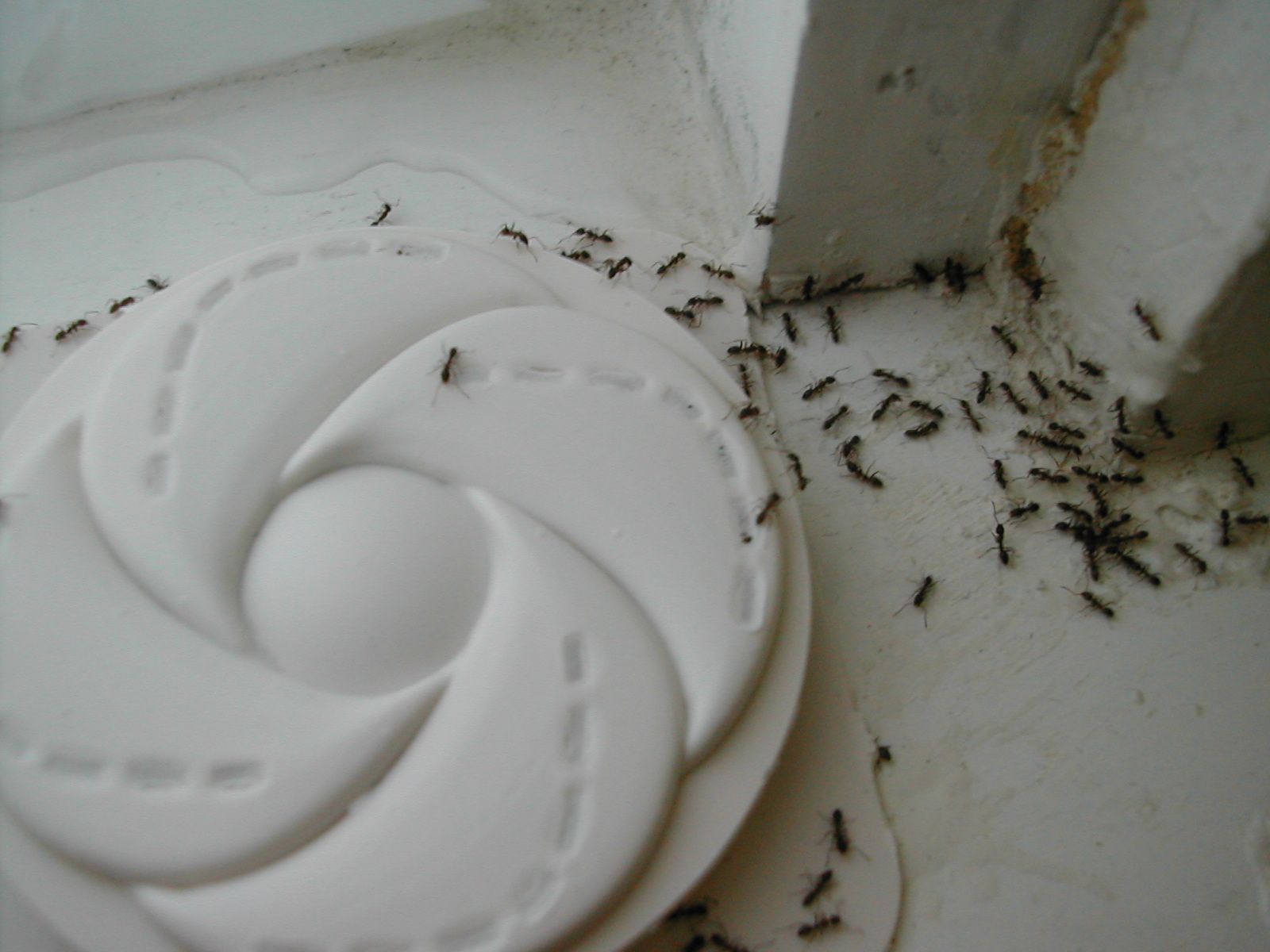
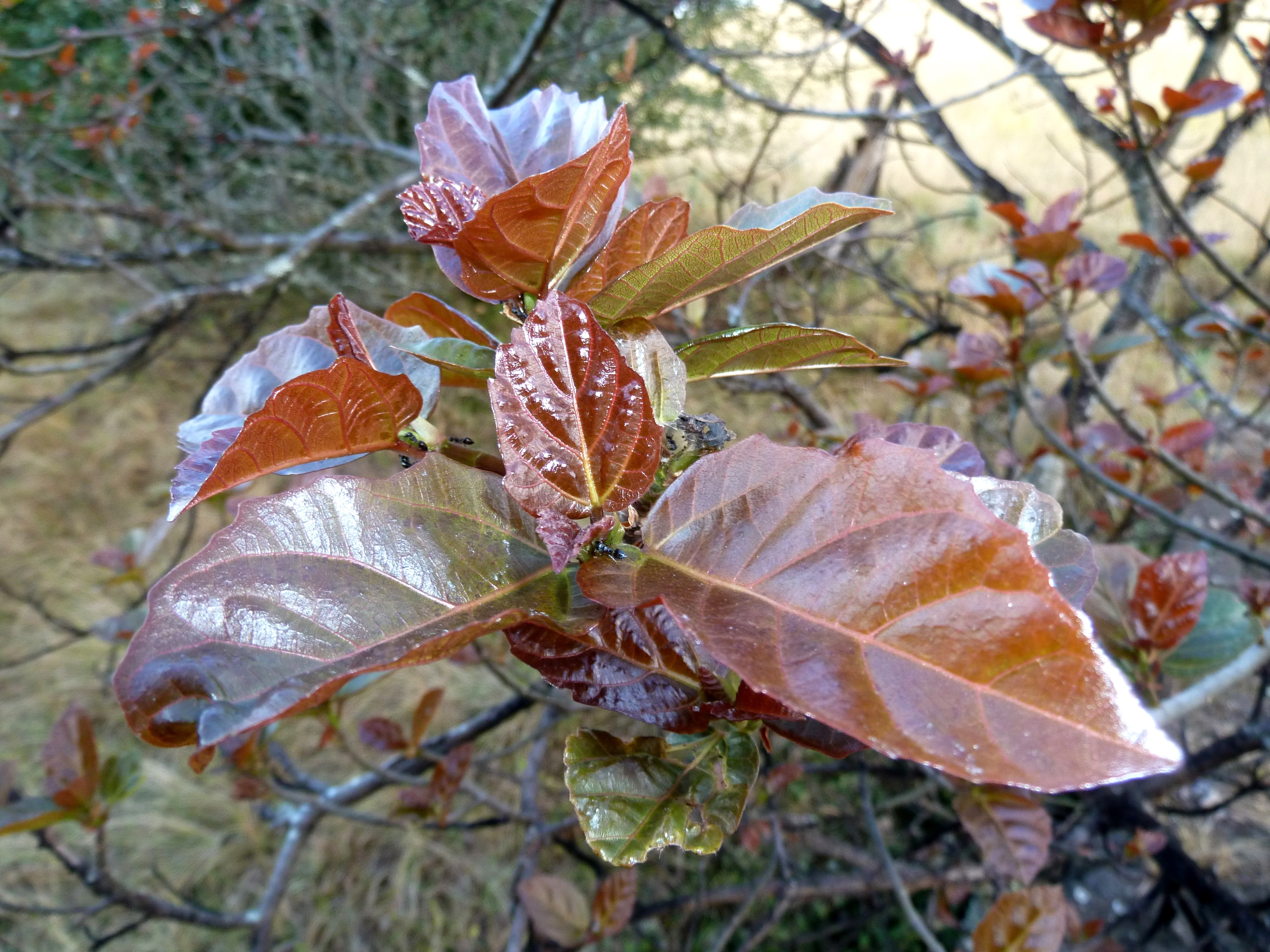